# МКС-66
МКС-66 — шестьдесят шестая долговременная экспедиция Международной космической станции (МКС), которая началась 17 октября 2021 года, 01:14 UTC в момент отстыковки корабля «Союз МС-18». Экспедиция начала работу в составе семи человек, перешедших из экипажа МКС-65.
8 ноября 2021 года, 19:05 UTC корабль SpaceX Crew-2 с четырьмя членами экипажа отстыковался от станции и вернулся на Землю 9 ноября 2021 года, 03:33 UTC. 11 ноября 2021 года, 23:32 UTC экспедиция пополнилась новыми четырьмя членами экипажа корабля SpaceX Crew-3.
18 марта 2022 года, 19:12 UTC экспедицию пополнил экипаж корабля «Союз МС-21».
Завершилась экспедиция МКС-66 30 марта 2022 года, 07:21 UTC в момент отстыковки корабля «Союз МС-19» от станции.

## Экипаж
| Должность             | 17.10—08.11.21                       | 08.11—11.11.21                       | 11.11.21—18.03.22                    | 18.03—30.03.22                       | № полёта | Корабль доставки |
| --------------------- | ------------------------------------ | ------------------------------------ | ------------------------------------ | ------------------------------------ | -------- | ---------------- |
| Командир              | Тома Песке, командир до 06.11.21     |                                      |                                      |                                      | 2        | SpaceX Crew-2    |
| Бортинженер           | Шейн Кимбро                          | 3                                    |                                      |                                      |          | SpaceX Crew-2    |
| Бортинженер           | Меган Макартур                       | 2                                    |                                      |                                      |          | SpaceX Crew-2    |
| Бортинженер           | Акихико Хосидэ                       | 3                                    |                                      |                                      |          | SpaceX Crew-2    |
| Бортинженер, командир | Антон Шкаплеров, командир с 06.11.21 | Антон Шкаплеров, командир с 06.11.21 | Антон Шкаплеров, командир с 06.11.21 | Антон Шкаплеров, командир с 06.11.21 | 4        | Союз МС-19       |
| Бортинженер           | Пётр Дубров                          | Пётр Дубров                          | Пётр Дубров                          | Пётр Дубров                          | 1        | Союз МС-18       |
| Бортинженер           | Марк Ванде Хай                       | Марк Ванде Хай                       | Марк Ванде Хай                       | Марк Ванде Хай                       | 2        | Союз МС-18       |
| Бортинженер           |                                      |                                      | Раджа Чари                           | Раджа Чари                           | 1        | SpaceX Crew-3    |
| Бортинженер           | Томас Маршбёрн                       | Томас Маршбёрн                       | 3                                    |                                      |          | SpaceX Crew-3    |
| Бортинженер           | Маттиас Маурер                       | Маттиас Маурер                       | 1                                    |                                      |          | SpaceX Crew-3    |
| Бортинженер           | Кейла Бэррон                         | Кейла Бэррон                         | 1                                    |                                      |          | SpaceX Crew-3    |
| Бортинженер           |                                      |                                      |                                      | Олег Артемьев                        | 3        | Союз МС-21       |
| Бортинженер           | Денис Матвеев                        | 1                                    |                                      |                                      |          | Союз МС-21       |
| Бортинженер           | Сергей Корсаков                      | 1                                    |                                      |                                      |          | Союз МС-21       |

Завершение экспедиции МКС-66 совпало с завершением годового полёта на МКС  Петра Дуброва и  Марка Ванде Хая. Их полёт стал самым продолжительным на МКС с момента начала её эксплуатации (355 суток) и оставался рекордным по длительности полётом на МКС до сентября 2023 года, когда это достижение было превышено тремя членами экипажа МКС-69.

## Ход экспедиции

### Выходы в открытый космос
- 2 декабря 2021 года,  Томас Маршбёрн и  Кейла Бэррон, выход из модуля «Квест» длительностью 6 ч 32 мин, замена антенны Port 1Truss S-Band на одной из ферм с солнечными батареями станции[5].
- 19 января 2022 года,  Антон Шкаплеров и  Пётр Дубров, выхода из модуля «Поиск» длительностью 7 ч 11 мин, работы по интеграции модуля «Причал» в состав российского сегмента станции[6].
- 15 марта 2022 года,  Кейла Бэррон и  Раджа Чари, выход из модуля «Квест» длительностью 6 ч 54 мин, подготовительные работы по дальнейшей установке на орбитальном комплексе более мощных панелей солнечных батарей iROSA[7].
- 23 марта 2022 года,  Раджа Чари и  Маттиас Маурер, выход из модуля «Квест» длительностью 6 ч 54 мин, астронавты подсоединили шланги к радиатору теплоотводящей системы, удаляющей с МКС аммиак, подключили кабели питания и передачи данных к платформе Bartolomeo на европейском модуле Columbus, а также заменили одну из видеокамер станции[8].

### Принятые грузовые корабли
- Прогресс МС-18, запуск 28.10.2021, стыковка 30.10.2021 к кормовому узлу модуля «Звезда».
- Прогресс МС-УМ, запуск 24.11.2021, стыковка 26.11.2021 к надирному узлу модуля «Наука». Доставка узлового модуля (УМ) «Причал».
- SpaceX CRS-24, запуск 21.12.2021, стыковка 22.12.2021 к модулю «Гармония» (IDA-3 на PMA-3).
- Прогресс МС-19, запуск 15.02.2022, стыковка 17.02.2022 к зенитному узлу модуля «Поиск».
- Cygnus CRS NG-17, запуск 19.02.2022, стыковка 21.02.2022 к надирному узлу модуля Unity манипулятором Candarm2.

### Отстыкованные грузовые корабли
- Cygnus CRS NG-16, отстыковка и отделение от надирного узла модуля Unity манипулятором Candarm2 20.11.2021, затопление 15.12.2021.
- Прогресс МС-17, отстыковка от модуля МЛМ-У «Наука» и затопление 25.11.2021.
- Агрегатный отсек корабля  Прогресс МС-УМ, отстыковка от модуля «Причал» 22.12.2021, затопление 23.12.2021.
- SpaceX CRS-24, отстыковка 23.01.2022 от модуля «Гармония» (IDA-3 на PMA-3), приводнение 24.01.2021.

### Перестыковка корабля
- 21—22.10.2021 — перестыковка грузового корабля  Прогресс МС-17 с зенитного узла модуля «Поиск» на надирный узел модуля «Наука».

### Экспедиция посещения
- ЭП-20 в составе экипажа космического корабля Союз МС-20 — командира  Александра Мисуркина, космического туриста  Юсаку Маэдзава и его помощника  Ёдзо Хирано. Старт и стыковка 8 декабря 2021 года, отстыковка 19 декабря 2021 года, посадка на Землю 20 декабря 2021 года.